# アッパー・イースト州
アッパー・イースト州（アッパー・イーストしゅう、英語: Upper East Region）は、ガーナの州。面積は8,842平方キロメートルでガーナの総面積の3.7パーセントを占め、ガーナの16州の中で14番目に大きい。人口は2021年には1,301,226人でガーナの総人口の4.2パーセントに相当し、ガーナ16州のうち8番目の人口である。州都はボルガタンガで、ほかにボクやナヴロンゴといった町がある。

## 概要
アッパー・イースト州はガーナの北東隅に位置し、北でブルキナファソと、東でトーゴと国境を接している。2010年時点で農村人口が84.3％を占めており、分散した集落に居住しているものが多い。1984年の農村人口は87.1%であり、1984年から2000年の間に農村人口の割合は2.8％減少した。都市人口は15.7%で、この国で最も都市化が進んでいない州である。都市人口率が20%を割る州はこことアッパー・ウエスト州のみである。ガーナで生まれ育ったガーナ人が人口の92.5%を占め、5.3%は帰化したガーナ人であり、残りは外国人である。民族としてはNabdam人が30.5％、Kusasi人が22.6％、Nankani人とKassena人が15.7％、Builsa人が7.6％、Busanga人が6％、マンプルシ人が1.8％である。宗教は伝統宗教が46.4%、イスラム教が22.6%、キリスト教が28.3%である
1960年7月1日にノーザン州から分立したアッパー州を前身とする。1983年にアッパー州はアッパー・イースト州とアッパー・ウェスト州に分割された。

## 郡

アッパー・イースト州の郡

アッパーイースト州には15つの郡がある。
| 郡名                       | 英語名                             | 首府         | 面積 (km2) | 人口 (2021年国勢調査) | 備考 |
| -------------------------- | ---------------------------------- | ------------ | ---------- | --------------------- | ---- |
| ボク都市郡                 | Bawku Municipal District           | ボク         | 250        | 119,458               |      |
| 西ボク郡                   | Bawku West District                | ゼビラ       | 1,070      | 144,189               |      |
| ビンドゥリ郡               | Binduri District                   | ビンドゥリ   | 392        | 76,679                |      |
| 東ボルガタンガ郡           | Bolgatanga East District           | ズルング     | 71         | 38,824                |      |
| ボルガタンガ都市郡         | Bolgatanga Municipal District      | ボルガタンガ | 326        | 139,864               |      |
| ボンゴ郡                   | Bongo District                     | ボンゴ       | 415        | 120,254               |      |
| 北ビルザ都市郡             | Builsa North Municipal District    | サンデマ     | 805        | 56,571                |      |
| 南ビルザ郡                 | Builsa South District              | フムビシ     | 1,259      | 36,575                |      |
| ガル郡                     | Garu District                      | ガル         | 660        | 71,774                |      |
| カッセーナ＝ナンカナ都市郡 | Kassena-Nankana Municipal District | ナヴロンゴ   | 736        | 99,895                |      |
| 西カッセーナ＝ナンカナ郡   | Kassena-Nankana West District      | パガ         | 901        | 90,735                |      |
| ナブダム郡                 | Nabdam District                    | ナンゴディ   | 246        | 51,861                |      |
| プシガ郡                   | Pusiga District                    | プシガ       | 254        | 80,533                |      |
| タレンシ郡                 | Talensi District                   | トンゴ       | 845        | 87,021                |      |
| テンパネ郡                 | Tempane District                   | テンパネ     | 402        | 86,993                |      |